# Ла-Шапель (Алье)
Ла-Шапе́ль (фр. La Chapelle) — коммуна во Франции, находится в регионе Овернь. Департамент коммуны — Алье. Входит в состав кантона Южный Кюссе. Округ коммуны — Виши.
Код INSEE коммуны — 03056.

## Население
Население коммуны на 2008 год составляло 381 человек.
| 1962 | 1968 | 1975 | 1982 | 1990 | 1999 | 2008 |
| ---- | ---- | ---- | ---- | ---- | ---- | ---- |
| 399  | 471  | 413  | 415  | 360  | 348  | 381  |

## Экономика
В 2007 году среди 238 человек в трудоспособном возрасте (15—64 лет) 175 были экономически активными, 63 — неактивными (показатель активности — 73,5 %, в 1999 году было 72,9 %). Из 175 активных работали 155 человек (79 мужчин и 76 женщин), безработных было 20 (9 мужчин и 11 женщин). Среди 63 неактивных 18 человек были учениками или студентами, 24 — пенсионерами, 21 были неактивными по другим причинам.

## Достопримечательности
- Старая часовня и церковь Сен-Ком-э-Сен-Дамьен. Часовня, основанная в X веке, была разрушена в 1904 году, и на её месте построили церковь.
- Мост Мулен-Шаван (X век)